# Stabæk Fotball 2014
Questa voce raccoglie le informazioni riguardanti lo Stabæk Fotball nelle competizioni ufficiali della stagione 2014.

## Stagione
Il club, neopromosso nell'Eliteserien, ha iniziato la stagione con un cambio d'allenatore: Petter Belsvik ha lasciato la panchina in seguito alla promozione dell'anno precedente ed è stato sostituito da Bob Bradley, ex commissario tecnico di Stati Uniti ed Egitto e alla prima esperienza in Europa. Sotto la guida tecnica di Bradley il club ha ottenuto il nono posto in campionato, frutto di 11 vittorie, 6 pareggi e 13 sconfitte. In Coppa di Norvegia il club ha superato i primi quattro turni (rispettivamente contro Jevnaker, Raufoss, Grorud e Bodø/Glimt) e i quarti di finale contro l'Haugesund, per poi essere sconfitto in semifinale dal Molde.

## Maglie e sponsor
Lo sponsor tecnico per la stagione 2014 è stato Adidas, mentre lo sponsor ufficiale è stato SpareBank 1. La divisa casalinga era composta da una maglietta a strisce costituite da due tonalità diverse di blu. La divisa da trasferta, invece, era totalmente bianca.
| Casa | Trasferta |

## Rosa
| N. |                           | Ruolo | Calciatore        |
| -- | ------------------------- | ----- | ----------------- |
| 1  | Costa d'Avorio (bandiera) | P     | Mandé Sayouba     |
| 2  | Danimarca (bandiera)      | D     | Timmi Johansen    |
| 3  | Norvegia (bandiera)       | D     | Morten Skjønsberg |
| 4  | Norvegia (bandiera)       | D     | Nicolai Næss      |
| 5  | Norvegia (bandiera)       | D     | Jørgen Hammer     |
| 6  | Norvegia (bandiera)       | A     | Fredrik Brustad   |
| 7  | Stati Uniti (bandiera)    | C     | Andrew Jacobson   |
| 7  | Ghana (bandiera)          | C     | Enoch Adu         |
| 8  | Norvegia (bandiera)       | C     | Stian Sortevik    |
| 9  | Georgia (bandiera)        | C     | Giorgi Gorozia    |
| 10 | Norvegia (bandiera)       | C     | Emil Dahle        |
| 11 | Costa d'Avorio (bandiera) | A     | Franck Boli       |
| 12 | Norvegia (bandiera)       | P     | Borger Thomas     |
| 13 | Norvegia (bandiera)       | C     | Eirik Haugstad    |
| 14 | Norvegia (bandiera)       | D     | Jon Inge Høiland  |

| N. |                           | Ruolo | Calciatore            |
| -- | ------------------------- | ----- | --------------------- |
| 15 | Finlandia (bandiera)      | D     | Ville Jalasto         |
| 16 | Norvegia (bandiera)       | C     | Magne Hoseth          |
| 16 | Norvegia (bandiera)       | C     | Morten Thorsby        |
| 17 | Islanda (bandiera)        | A     | Ásgeir Sigurgeirsson  |
| 18 | Nuova Zelanda (bandiera)  | C     | Craig Henderson       |
| 21 | Norvegia (bandiera)       | C     | Daniel Granli         |
| 22 | India (bandiera)          | P     | Gurpreet Singh Sandhu |
| 22 | Norvegia (bandiera)       | P     | Espen Isaksen         |
| 25 | Norvegia (bandiera)       | D     | Birger Meling         |
| 28 | Costa d'Avorio (bandiera) | C     | Luc Kassi             |
| 29 | Argentina (bandiera)      | D     | Pablo Fontanello      |
| 30 | Stati Uniti (bandiera)    | C     | Michael Stephens      |
| 32 | Norvegia (bandiera)       | C     | Tomasz Sokolowski     |
| 42 | Norvegia (bandiera)       | P     | Simen Omholt-Jensen   |
| 81 | Norvegia (bandiera)       | A     | Anders Trondsen       |

## Calciomercato

### Sessione invernale(dal 01/01 al 31/03)
| Arrivi | Arrivi               | Arrivi       | Arrivi     |
| R.     | Nome                 | da           | Modalità   |
| ------ | -------------------- | ------------ | ---------- |
| P      | Borger Thomas        | Strømsgodset | prestito   |
| D      | Pablo Fontanello     | Čornomorec'  | definitivo |
| D      | Jon Inge Høiland     |              | svincolato |
| C      | Enoch Adu            | Club Bruges  | prestito   |
| C      | Emil Dahle           |              | svincolato |
| C      | Craig Henderson      | Mjällby      | definitivo |
| C      | Tomasz Sokolowski    | Brann        | prestito   |
| C      | Michael Stephens     |              | svincolato |
| A      | Ásgeir Sigurgeirsson | Völsungur    | definitivo |

| Partenze | Partenze         | Partenze    | Partenze   |
| R.       | Nome             | a           | Modalità   |
| -------- | ---------------- | ----------- | ---------- |
| P        | Jonathan Rasheed | Alta        | definitivo |
| D        | Erik Benjaminsen |             | svincolato |
| D        | Thor Lange       | Strømmen    | definitivo |
| C        | Martin Andresen  |             | ritiro     |
| C        | Adnan Haidar     |             | svincolato |
| C        | Bjarte Haugsdal  |             | svincolato |
| C        | Herman Stengel   | Vålerenga   | definitivo |
| A        | Mads Stokkelien  | N.Y. Cosmos | definitivo |

### Tra le due sessioni
| Arrivi | Arrivi        | Arrivi | Arrivi     |
| R.     | Nome          | da     | Modalità   |
| ------ | ------------- | ------ | ---------- |
| P      | Espen Isaksen |        | svincolato |

| Partenze | Partenze         | Partenze   | Partenze   |
| R.       | Nome             | a          | Modalità   |
| -------- | ---------------- | ---------- | ---------- |
| P        | Espen Isaksen    |            | ritiro     |
| D        | Pablo Fontanello |            | svincolato |
| C        | Morten Thorsby   | Heerenveen | definitivo |

### Sessione estiva(dal 15/07 all'11/08)
| Arrivi | Arrivi                | Arrivi               | Arrivi     |
| R.     | Nome                  | da                   | Modalità   |
| ------ | --------------------- | -------------------- | ---------- |
| P      | Gurpreet Singh Sandhu | East Bengal          | definitivo |
| D      | Birger Meling         | Middlesbrough        | definitivo |
| D      | Morten Skjønsberg     |                      | svincolato |
| C      | Giorgi Gorozia        | Lok’omot’ivi Tbilisi | definitivo |
| C      | Magne Hoseth          | Stabæk               | definitivo |
| C      | Andrew Jacobson       | New York City        | prestito   |
| C      | Tomasz Sokolowski     |                      | svincolato |

| Partenze         | Partenze          | Partenze    | Partenze      |
| R.               | Nome              | a           | Modalità      |
| ---------------- | ----------------- | ----------- | ------------- |
| C                | Enoch Adu         | Club Bruges | fine prestito |
| Altre operazioni |                   |             |               |
| R.               | Nome              | da          | Modalità      |
| C                | Tomasz Sokolowski | Brann       | fine prestito |

## Risultati

### Eliteserien

#### Girone di andata
| Arbitro: | Hansen (Feda) |

|                                    |           |  |
| Henderson 14’ Næss 79’ Brustad 85’ | Marcatori |  |

| Arbitro: | Helgerud (Lier) |

|          |           |              |
| Orlov 9’ | Marcatori | 5’, 55’ Boli |

| Arbitro: | Berntsen (Vang) |

|  |           |                                    |
|  | Marcatori | 22’ Bergmann Sigurðarson 84’ Chima |

| Arbitro: | Skjerven (Kaupanger) |

|                                   |           |          |
| Fontanello 54’ (aut.) Rashani 68’ | Marcatori | 74’ Boli |

| Arbitro: | Hafsås (Trondheim) |

|                                   |           |               |
| Høiland 13’ (rig.) Fontanello 51’ | Marcatori | 76’ M. Ndiaye |

| Arbitro: | Johansen (Brevik) |

|                      |           |          |
| Midtsjø 9’ Rubio 76’ | Marcatori | 62’ Boli |

| Arbitro: | Moen (Haugesund) |

|  |           |                                                  |
|  | Marcatori | 16’ (aut.) Fontanello 31’ Larsen 66’ Kjartansson |

| Arbitro: | Skjerven (Kaupanger) |

|                                      |           |                          |
| Kassi 38’ Adu 43’ (rig.) Brustad 45’ | Marcatori | 78’ Þórarinsson 90’ Wiig |

| Arbitro: | Staberg (Harstad) |

|                 |           |                                |
| Reginiussen 52’ | Marcatori | 26’ Brustad 73’ Kassi 79’ Boli |

| Arbitro: | Johansen (Brevik) |

|                      |           |            |
| Brustad 20’ Boli 67’ | Marcatori | 63’ Kovács |

| Arbitro: | Edvartsen (Hamar) |

|                                                            |           |           |
| Gabrielsen 18’ Knudtzon 37’ Fofana 45’ T. Høiland 73’, 85’ | Marcatori | 79’ Kassi |

| Arbitro: | Døvle (Larvik) |

|              |           |                      |
| Trondsen 67’ | Marcatori | 18’ Nouri 81’ Castro |

| Arbitro: | Hafsås (Trondheim) |

|                                                              |           |             |
| Danielsen 45’ Böðvarsson 59’ Sverrisson 68’ Þorsteinsson 86’ | Marcatori | 84’ Thorsby |

| Arbitro: | Hafsås (Trondheim) |

|  |           |                           |
|  | Marcatori | 44’ Orry Larsen 62’ James |

| Arbitro: | Helgerud (Lier) |

|                     |           |  |
| Fevang 42’ Sema 58’ | Marcatori |  |

#### Girone di ritorno
| Arbitro: | Lundby (Bøverbru) |

|             |           |             |
| Høiland 90’ | Marcatori | 90’ Skaanes |

| Arbitro: | Edvartsen (Hamar) |

|                                |           |                  |
| Zahid 24’, 82’ Kjartansson 36’ | Marcatori | 22’, 67’ Brustad |

| Arbitro: | Hagen (Grue) |

|                                              |           |           |
| Boli 23’ Brustad 38’, 84’ Rønning 45’ (aut.) | Marcatori | 57’ Riski |

| Arbitro: | Hafsås (Trondheim) |

|                             |           |                       |
| Høiland 12’ Elyounoussi 37’ | Marcatori | 56’ Stephens 89’ Boli |

| Arbitro: | Moen (Haugesund) |

|          |           |                                   |
| Boli 28’ | Marcatori | 37’ Shala 43’ Halvorsen 45’ Hagen |

| Arbitro: | Døvle (Larvik) |

|                          |           |                                 |
| Vilsvik 71’ Ogunjimi 75’ | Marcatori | 15’ Hoseth 29’ Boli 55’ Jalasto |

| Arbitro: | Hansen (Feda) |

|              |           |              |
| Sortevik 80’ | Marcatori | 32’ Furebotn |

| Arbitro: | Johnsen (Tønsberg) |

|                             |           |                                   |
| Vilhjálmsson 67’ Asante 90’ | Marcatori | 48’ Brustad 71’ Jacobson 78’ Boli |

| Arbitro: | Skjerven (Kaupanger) |

|                                    |           |  |
| Mattila 65’ James 77’ Ulvestad 82’ | Marcatori |  |

| Arbitro: | Moen (Haugesund) |

|                      |           |  |
| Brustad 3’ Kassi 41’ | Marcatori |  |

| Arbitro: | Hansen (Feda) |

|         |           |             |
| Moe 37’ | Marcatori | 90’ Jalasto |

| Arbitro: | Johansen (Brevik) |

|                    |           |             |
| Høiland 74’ (rig.) | Marcatori | 32’ Berisha |

| Arbitro: | Gya |

|             |           |          |
| Tokstad 67’ | Marcatori | 61’ Boli |

| Arbitro: | Hafsås (Trondheim) |

|  |           |                    |
|  | Marcatori | 60’ (rig.) Gytkjær |

| Arbitro: | Edvartsen (Hamar) |

|  |           |                    |
|  | Marcatori | 87’ Kassi 90’ Boli |

### Norgesmesterskapet
| Arbitro: | Saggi |

|  |           |                                                                 |
|  | Marcatori | 14’, 49’, 58’ Sortevik 23’ Kassi 33’ Boli 51’, 60’, 89’ Brustad |

| Arbitro: | Haugen |

|           |           |                       |
| Lekaj 71’ | Marcatori | 26’ Thorsby 29’ Kassi |

| Arbitro: | Hobber Nilsen (Oslo) |

|  |           |                                |
|  | Marcatori | 110’ Dahle 114’ Kassi 118’ Adu |

| Bodø 23 luglio 2014, ore 18:00 Quarto turno                | Bodø/Glimt | 0 – 2 referto            | Stabæk | Aspmyra Stadion (1.853 spett.) |
| \| \| \| \| \| \| Marcatori \| 30’ Kassi 84’ (rig.) Adu \| |            |                          |        |                                |
|                                                            |            |                          |        |                                |
|                                                            | Marcatori  | 30’ Kassi 84’ (rig.) Adu |        |                                |

| Arbitro: | Hansen (Feda) |

|           |           |  |
| Hoseth 1’ | Marcatori |  |

| Arbitro: | Hagen (Grue) |

|  |           |                 |
|  | Marcatori | 86’ Elyounoussi |